# Wincenty Rumpel
Wincenty Rumpel (ur. 1875, zm. nieznane) – poseł na Sejm Litwy, działacz społeczny i polityczny narodowości polskiej.

## Życiorys
Mieszkał w Kiejdanach. Był piekarzem. Kandydował do Sejmu I kadencji z Okręgu III (Rosienie) z Listy Robotników i Rolników, ale nie został wybrany. Wybrany na drugą kadencję Sejmu z centralnej Listy Polskiej w Okręgu III (Rosienie). Od 5 czerwca 1923 do 2 czerwca 1926 sprawował funkcję posła. Należał do Frakcji Polskiej. 8 czerwca 1926 jego kandydatura została zaproponowana do Komisji Petycji i Skarg, ale nie została ona przyjęta. Przekazał swoje książki Bibliotece w Hanuszyszkach. 